# Guatteria ferruginea
Guatteria ferruginea é uma espécie de magnólia. Foi descrito pela primeira vez por A. St.-hil..  Guatteria ferruginea pertence ao gênero Guatteria, e à família Annonaceae . Não existe esse tipo listado.